# Göte Lindstrand
Göte Karl Ferdinand Lindstrand, född 11 april 1924 i Jönköping, död 15 januari 1994 i Vetlanda, var en svensk fotbollsspelare (vänsterhalv).
Lindstrand representerade Jönköpings Södra IF, och gjorde mellan 1945 och 1954 sammanlagt 164 allsvenska matcher (9 mål) för klubben. Han spelade 1950 två A-landskamper (inga mål) för Sverige, och gjorde även en B-landskamp. På en Alfabild från 1950 beskrevs han som en kraftfull pådrivare och en energisk och offensiv halvback, med hårda tacklingar och skott samt långa inkast. Han spelade även handboll i division II.